# Berecz András
Berecz András (Budapest, 1957. október 29. –) a Nemzet Művésze címmel kitüntetett, Kossuth-díjas énekes, mesemondó, népmesegyűjtő, folklórkutató és előadóművész.

## Életpályája
Édesapja, Berecz István a Felvidékről való, édesanyja, Tanka Mária a Nagykunságban született. Festőnek és jogásznak készült. 2007 óta a Magyar Művészeti Akadémia tiszteletbeli tagja, 2013 óta rendes tagja. 2020-től a Nemzeti Színház tagja.

### Munkássága
Az első dalokat édesanyjától tanulta. Megalapította az Ökrös és az Egyszólam együttest, és énekesként hamarosan igen népszerűvé vált. Az éneklés mellett néprajzi tanulmányokat is folytat. Kutatási területei elsősorban a Felvidék, Erdély, Moldva (ahol először 1979-ben járt), Somogy, de a Nagykunságban és a Nyírségben is gyűjt dalokat, meséket, tréfákat. Magyar népzenét tanított Kalotaszentkirályon, Jobbágytelkén, Sopronban, a torontói York Egyetemen, valamint kanadai és amerikai táborokban is. Tíz éve Kodály-sorozatot indított útjára. Műfordítással is foglalkozik.

## Magánélete
Felesége Jávorka Lilla. Négy gyermeke van: István (1987), Katalin (1989), Mihály (1997) és Márton (1999). Berecz Mihály a magyar zenei élet egyik nagy reménysége.

## Művei

### Lemezek
- A szél patkójától a kő is szikrázik
- Egyszólam
- Vásárfia (Újstílus)
- Kalotaszegi mulatónóták (Ökrös zenekar)
- Megütik a dobot (Kalamajka, Egyszólam)
- Kőkertben liliom i. (2000.)
- Felítő (Kőkertben liliom II.) (2003.)
- Szegen csengő (2004.)
- Sinka-ének (2006.)
- Legényes 2007.)
- Sördal - csuvas népdalok magyarul 2 Cd + Mp3 (2009.)
- Hazakísérlek - Gyergyó régi népzenéjéből (2011.)
- Angyalfütty (Kőkertben liliom III.) (2013.)
- Láttam a Holdat előttem (2015.)

### Könyvek, írások
- Bú hozza, kedv hordozza, Magon kőtt énekesek iskolája I. (1997) - néprajzi tanulmány
- Rokonok söre (2001) - csuvas népköltészet, műfordítás és tanulmány jegyzetekkel
- Sose Sára (2001) - mese, Eső irodalmi folyóirat, mese szám.
- Berecz András és Hankovszky Béla Jácint katolikus tábori pap disputája hagyományaink címmel Asztali beszélgetések...2 - A csendesség felé; szerk: Galambos Ádám, Budapest: Luther Kiadó, (2008)

### Filmek
- Ez úgy igaz, ahogy hiszitek - nagyotmondó mesélők nyomában Berecz Andrással - dokumentumfilm (rendező: Karácsony Molnár Erika)
- Dokumentumfilm a Csuvasföldről néphagyomány, identitás témakörben (2000)

## Díjak, elismerések
- Népművészet Ifjú Mestere díj (1985)
- a Magyar Művészetért Alapítvány díja (1990)
- Magyar Köztársasági Arany Érdemkereszt (1993)
- Magyar Örökség díj (2001)
- Március 15. díj (2003)
- Alternatív Kossuth-díj (2005)
- Príma díj (2005)
- Szer Üzenete díj (2008) (megosztva Böjte Csabával)
- Budapestért díj (2010)
- Kossuth-díj (2011)
- Zugló díszpolgára (2014)[3]
- Tiszteletbeli Székely cím (2014)
- A Nemzet Művésze (2024)[4]